# 格伦·安德森
格伦·安德森（英語：Glenn Anderson，1960年10月2日—），加拿大男子冰球运动员，场上位置是前锋。他曾代表加拿大国家队参加1980年冬季奥林匹克运动会冰球比赛，获得第6名。